# Crash My Party
Crash My Party — четвёртый студийный альбом американского кантри-певца Люка Брайана, выпущенный 13 августа 2013 года. Диск дебютировал на первом месте американского хит-парада Billboard 200, одновременно возглавив и кантри-чарт Top Country Albums. Это его второй чарттоппер подряд, причём за один год, после альбома Spring Break... Here to Party (№ 1 в марте 2013).
30 декабря 2013 года диск получил платиновый статус RIAA, войдя в десятку бестселлеров США в 2013 году. К июлю 2017 общий тираж превысил 2,7 млн копий в США.

## Критика
Crash My Party получил смешанные и умеренные отзывы музыкальных критиков и интернет-изданий. На сайте Metacritic, подсчитывающем некий средний балл по избранным отзывам различных других изданий, дали альбому 55 баллов из 100.

## Продажи
Релиз альбома состоялся 13 августа 2013 года и он сразу дебютировал на первом месте американского хит-парада Billboard 200. Это лучший дебют (528 000 копий) для кантри-альбома за последние два года после диска Red певицы Тейлор Свифт (1,21 млн копий), и лучший для кантри-певца почти за десятилетие, впервые с 2004 года когда альбом Live Like You Were Dying певца Тима МакГроу был на № 1 с тиражом 766,000 в первую неделю.
Дебют альбома (528 000 копий) показал третий лучший результат 2013 года, уступив только Justin Timberlake's The 20/20 Experience (968 000 копий) и Jay-Z's Magna Carta... Holy Grail (чуть более 528 000).
Альбом стал третьим по итогам 2013 года кантри-бестселлером в США с тиражом в 1 521 000 копий за тот год. В июле 2014 года тираж превысил 2 млн копий.
К июлю 2017 года тираж альбома достиг 2,7 млн копий в США.

## Список композиций
| №                   | Название                  | Автор(ы)                                        | Длительность |
| ------------------- | ------------------------- | ----------------------------------------------- | ------------ |
| 1.                  | «That's My Kind of Night» | Dallas Davidson, Chris DeStefano, Ashley Gorley | 3:10         |
| 2.                  | «Beer in the Headlights»  | Michael Carter, Brandon Kinney, Cole Swindell   | 2:52         |
| 3.                  | «Crash My Party»          | Rodney Clawson, Gorley                          | 3:55         |
| 4.                  | «Roller Coaster»          | Carter, Swindell                                | 4:19         |
| 5.                  | «We Run This Town»        | Davidson, Kelley Lovelace                       | 3:14         |
| 6.                  | «Drink a Beer»            | Jim Beavers, Chris Stapleton                    | 3:23         |
| 7.                  | «I See You»               | Luke Bryan, Gorley, Luke Laird                  | 3:06         |
| 8.                  | «Goodbye Girl»            | Shane McAnally, Josh Osborne, Matt Ramsey       | 2:39         |
| 9.                  | «Play It Again»           | Davidson, Gorley                                | 3:47         |
| 10.                 | «Blood Brothers»          | Brett James, Bobby Pinson                       | 4:03         |
| 11.                 | «Out Like That»           | Aaron Goodvin, Adam Sanders, Swindell           | 3:18         |
| 12.                 | «Shut It Down»            | Tony Martin, Wendell Mobley, Neil Thrasher      | 3:16         |
| 13.                 | «Dirt Road Diary»         | Rhett Akins, Bryan, Davidson, Ben Hayslip       | 3:31         |
| Общая длительность: | Общая длительность:       | Общая длительность:                             | 44:33        |

| №   | Название                                | Автор(ы)                                               | Длительность |
| --- | --------------------------------------- | ------------------------------------------------------ | ------------ |
| 14. | «What Is It with You»                   | Bryan, Shane Minor, Jeff Stevens                       | 4:00         |
| 15. | «Sunburnt Lips»                         | Thomas Rhett Akins, Lee Brice, Rob Hatch, Lance Miller | 3:25         |
| 16. | «Better Than My Heart»                  | Bryan, Stevens, Lonnie Wilson                          | 3:44         |
| 17. | «Your Mama Should've Named You Whiskey» | Laird, Jeremy Spillman, T. R. Akins                    | 3:42         |

## Позиции в чартах
Crash My Party стал для кантри-певца Люка Брайана его третьим диском, возглавившим кантри-чарт, после альбомов Spring Break…Here to Party (2013) и Tailgates & Tanlines, лидировавшего в 2011 году.

| Чарт (2013)                       | Высшая позиция |
| --------------------------------- | -------------- |
| Canadian Albums Chart             | 4              |
| U.S. Billboard 200                | 1              |
| U.S. Billboard Top Country Albums | 1              |
| U.S. Billboard Digital Albums     | 1              |

| Чарт (2013)                       | Место |
| --------------------------------- | ----- |
| Australian Country Albums (ARIA)  | 21    |
| Canadian Albums (Billboard)       | 22    |
| US Billboard 200                  | 9     |
| US Top Country Albums (Billboard) | 3     |

| Чарт (2014)                       | Место |
| --------------------------------- | ----- |
| Canadian Albums (Billboard)       | 17    |
| US Billboard 200                  | 7     |
| US Top Country Albums (Billboard) | 1     |

| Год  | Сингл                     | Высшая позиция | Высшая позиция     | Высшая позиция | Высшая позиция | Высшая позиция |
| Год  | Сингл                     | US Country     | US Country Airplay | US             | CAN Country    | CAN            |
| ---- | ------------------------- | -------------- | ------------------ | -------------- | -------------- | -------------- |
| 2013 | «Crash My Party»          | 2              | 1                  | 18             | 1              | 18             |
| 2013 | «That’s My Kind of Night» | 1              | 2                  | 15             | 2              | 19             |
| 2013 | «Drink a Beer»            | 1              | 1                  | 31             | 1              | 34             |
| 2014 | «Play It Again»           | 1              | 1                  | 14             | 1              | 20             |
| 2014 | «Roller Coaster»          | 5              | 1                  | 43             | 1              | 56             |
| 2014 | «I See You»               | 1              | 1                  | 41             | 1              | 51             |

## Сертификации
| Регион                                                      | Сертификация  | Продажи   |
| ----------------------------------------------------------- | ------------- | --------- |
| Канада (Music Canada)                                       | 2× Платиновый | 160 000^  |
| США (RIAA)                                                  | 4× Платиновый | 4,000,000 |
| ^ Данные о тиражах приведены только на основе сертификации. |               |           |